# Cechenena minor
Cechenena minor is een vlinder uit de familie van de pijlstaarten (Sphingidae). De wetenschappelijke naam van de soort werd in 1875 gepubliceerd door Arthur Gardiner Butler.

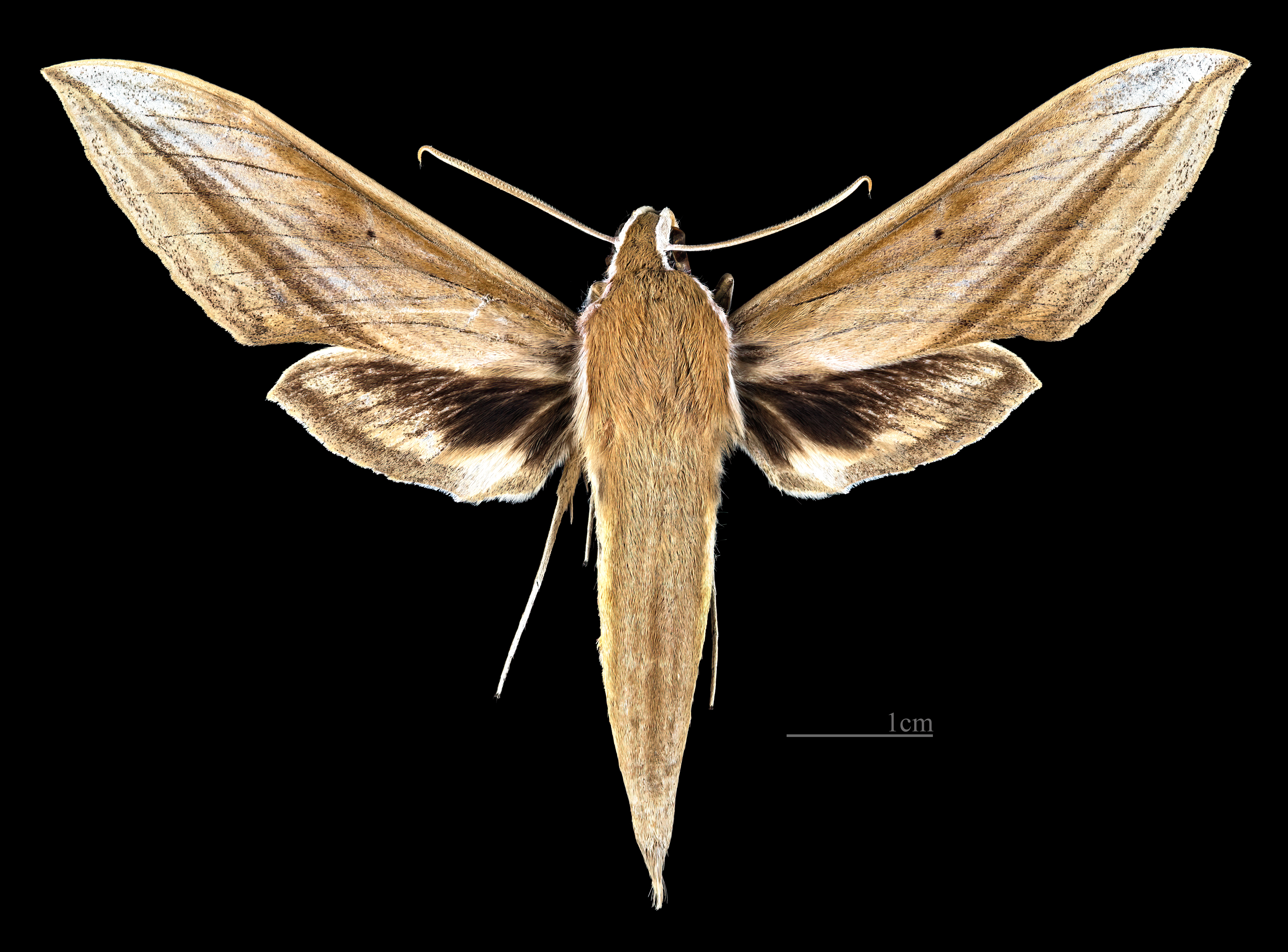
Cechenena minor ♂
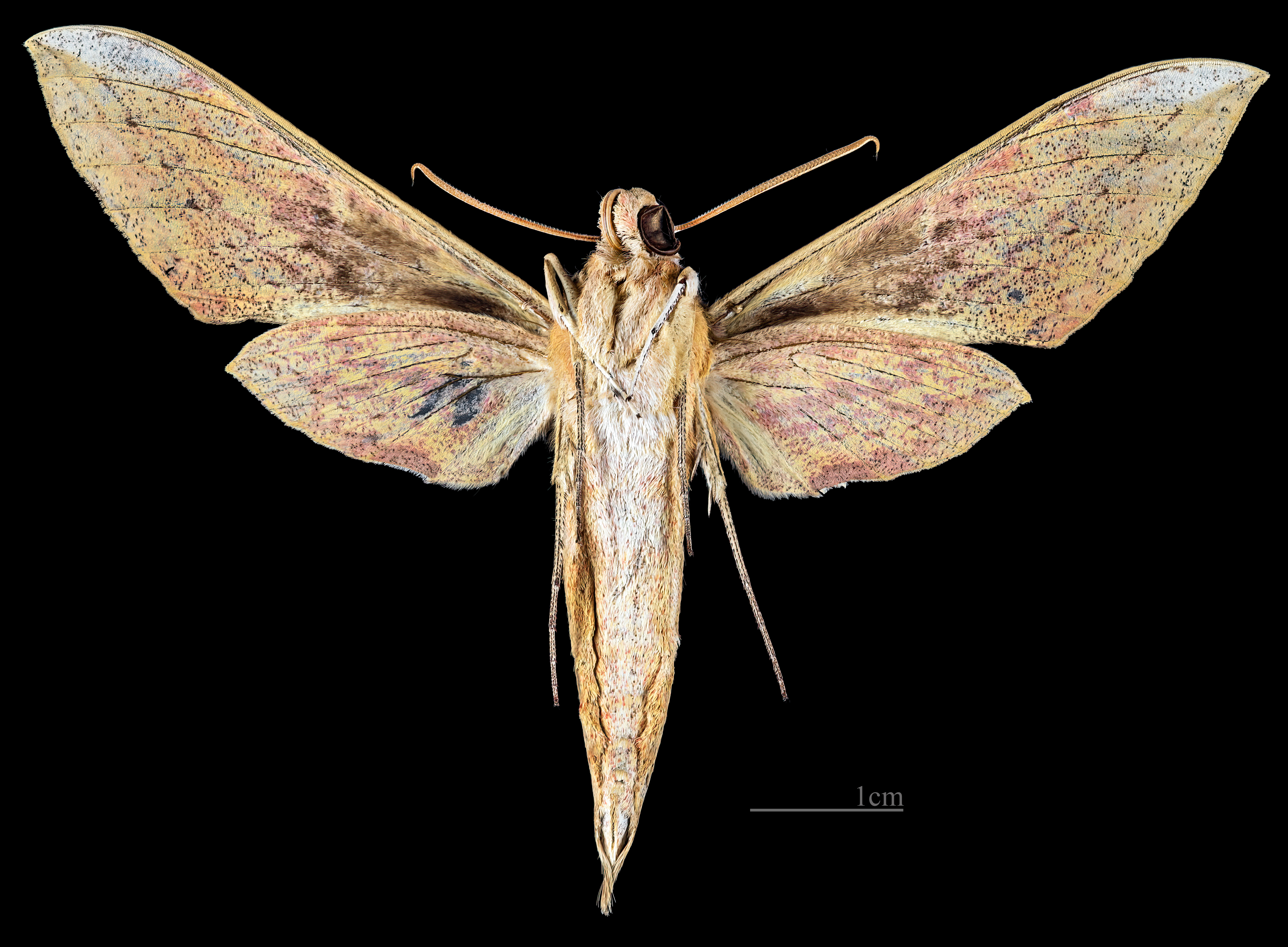
Cechenena minor ♂  △
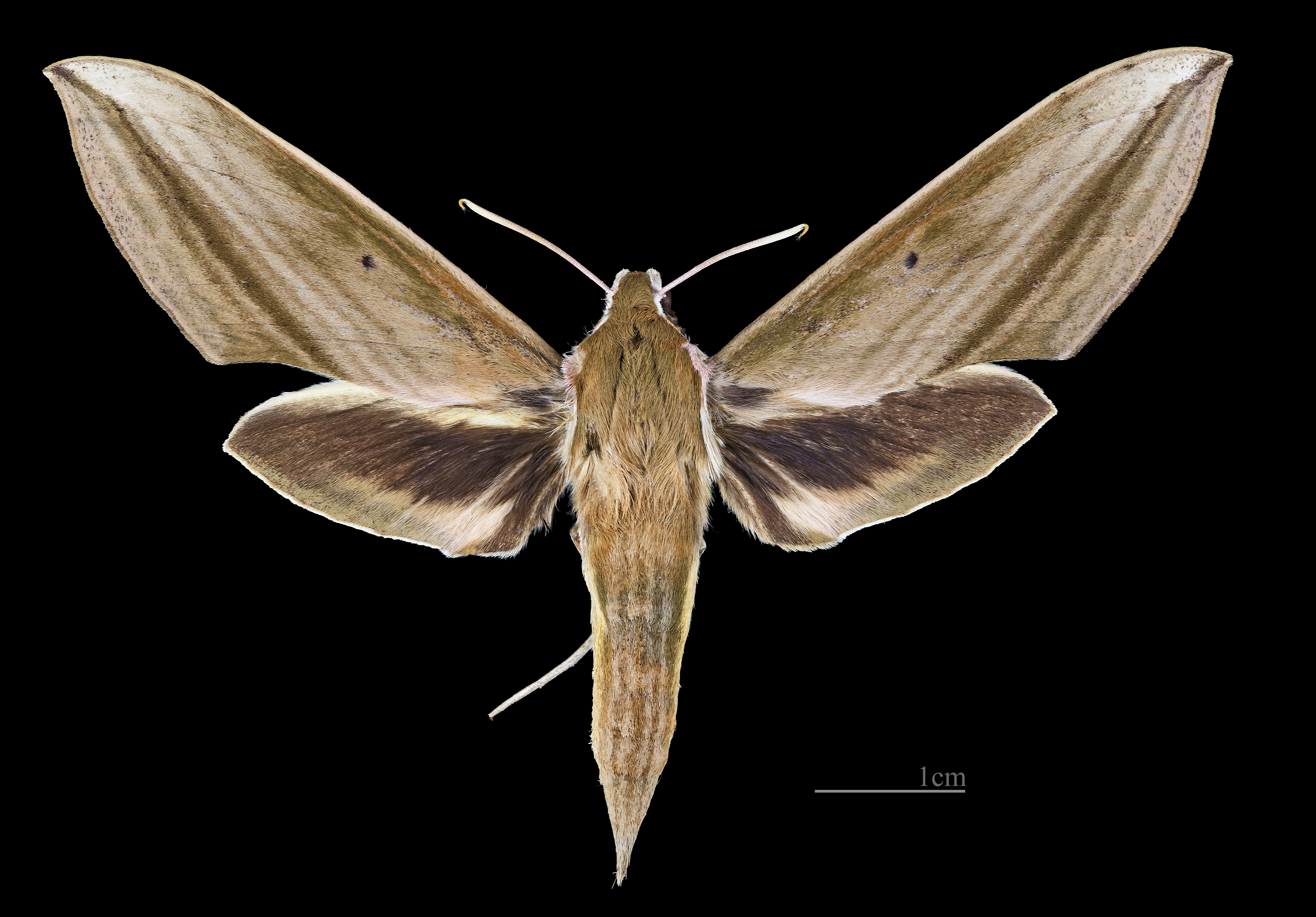
Cechenena minor ♀
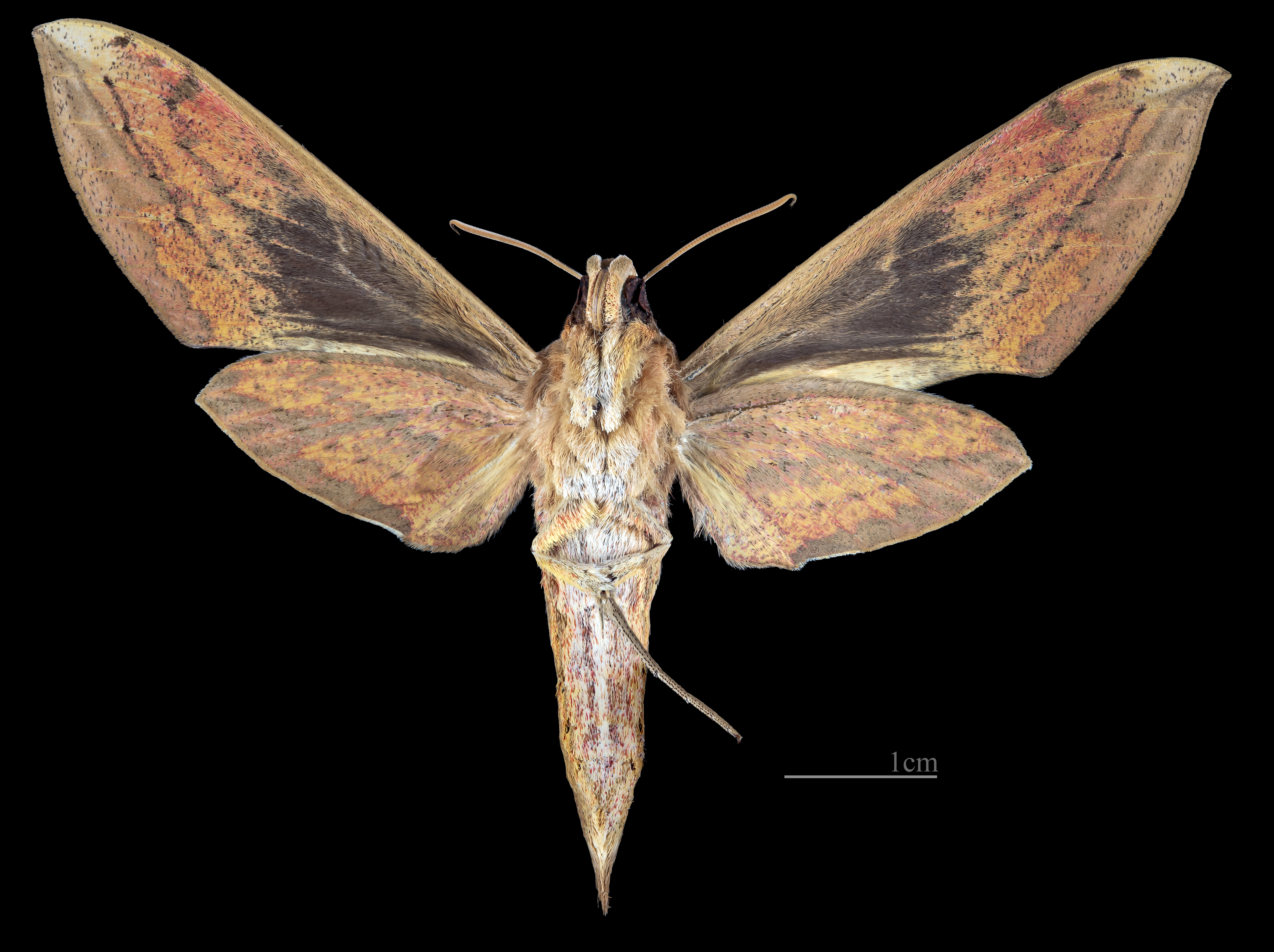
Cechenena minor ♀ △